# Balkan girl
Balkan girl je četvrti album hrvatske pjevačice Alke Vuice koji sadrži 14 pjesama.

## Popis pjesama
1. "Opet volim"
2. "Varalica"
3. "Nek' ti jutro miriše na mene"
4. "Nema te"
5. "Kad bi opet"
6. "Bez tebe, bez mene"
7. "Balkan girl"
8. "Nema nam druge"
9. "A još ga volim"
10. "Šta ima novo"
11. "Dala majka sinove"
12. "Voli me još"

Bonus pjesme na CD-izdanju:
1. "Ola'e"
2. "Ne pitaj me, ne"